# Teodors Bļugers
Teodors Bļugers, i USA och NHL känd som Teddy Blueger, född 15 augusti 1994 i Riga i Lettland, är en lettisk professionell ishockeyforward som spelar för Vancouver Canucks i NHL.
Han har tidigare spelat på NHL-nivå för Vegas Golden Knights och Pittsburgh Penguins och på lägre nivåer för Wilkes-Barre/Scranton Penguins i AHL och Minnesota State Mavericks (Minnesota State University Mankato) i National Collegiate Athletic Association (NCAA).
Blueger draftades av Pittsburgh Penguins i andra rundan i 2012 års draft som 52:a spelare totalt.

## Statistik
| 2009–2010   | Shattuck-St. Mary's Sabres     |             | 53  | 20 | 40 | 60  | 84  | —  | — | — | — | —  |
| 2010–2011   | Shattuck-St. Mary's Sabres     |             | 54  | 24 | 42 | 66  | 32  | —  | — | — | — | —  |
| 2011–2012   | Shattuck-St. Mary's Sabres     |             | 51  | 24 | 64 | 88  | 63  | —  | — | — | — | —  |
| 2012–2013   | Minnesota State Mavericks      | NCAA        | 37  | 6  | 13 | 19  | 40  | —  | — | — | — | —  |
| 2013–2014   | Minnesota State Mavericks      | NCAA        | 40  | 4  | 22 | 26  | 55  | —  | — | — | — | —  |
| 2014–2015   | Minnesota State Mavericks      | NCAA        | 37  | 10 | 18 | 28  | 26  | —  | — | — | — | —  |
| 2015–2016   | Minnesota State Mavericks      | NCAA        | 41  | 11 | 24 | 35  | 29  | —  | — | — | — | —  |
|             | Wilkes-Barre/Scranton Penguins | AHL         | 10  | 0  | 0  | 0   | 2   | 10 | 0 | 1 | 1 | 4  |
| 2016–2017   | Wilkes-Barre/Scranton Penguins | AHL         | 54  | 7  | 24 | 31  | 20  | 5  | 1 | 0 | 1 | 2  |
| 2017–2018   | Wilkes-Barre/Scranton Penguins | AHL         | 70  | 21 | 24 | 45  | 43  | 3  | 0 | 2 | 2 | 4  |
| 2018–2019   | Pittsburgh Penguins            | NHL         | 1   | 0  | 0  | 0   | 2   | —  | — | — | — | —  |
|             | Wilkes-Barre/Scranton Penguins | AHL         | 45  | 21 | 18 | 39  | 18  | —  | — | — | — | —  |
| NHL totalt  | NHL totalt                     | NHL totalt  | 1   | 0  | 0  | 0   | 2   | —  | — | — | — | —  |
| AHL totalt  | AHL totalt                     | AHL totalt  | 179 | 49 | 66 | 115 | 83  | 18 | 1 | 3 | 4 | 10 |
| NCAA totalt | NCAA totalt                    | NCAA totalt | 155 | 31 | 77 | 108 | 150 | —  | — | — | — | —  |

### Internationellt
| Källa: Uppdaterad: 2019-01-31 | Källa: Uppdaterad: 2019-01-31 | Källa: Uppdaterad: 2019-01-31 |         | Utv = Utvisningsminuter | Utv = Utvisningsminuter | Utv = Utvisningsminuter | Utv = Utvisningsminuter | Utv = Utvisningsminuter |
| År                            | Lag                           | Mästerskap                    | Matcher | Mål                     | Assists                 | Poäng                   | Utv                     |                         |
| ----------------------------- | ----------------------------- | ----------------------------- | ------- | ----------------------- | ----------------------- | ----------------------- | ----------------------- | ----------------------- |
| 2011                          | Lettland                      | U18-VM (D1)                   | 4       | 4                       | 1                       | 5                       | 0                       |                         |
| 2012                          | Lettland                      | U18-VM                        | 6       | 2                       | 2                       | 4                       | 6                       |                         |
| 2012                          | Lettland                      | JVM                           | 6       | 1                       | 2                       | 3                       | 6                       |                         |
| 2013                          | Lettland                      | JVM                           | 6       | 1                       | 2                       | 3                       | 8                       |                         |
| 2014                          | Lettland                      | JVM (D1)                      | 3       | 0                       | 1                       | 1                       | 8                       |                         |
| 2017                          | Lettland                      | VM                            | 7       | 1                       | 0                       | 1                       | 6                       |                         |
| 2018                          | Lettland                      | VM                            | 5       | 1                       | 2                       | 3                       | 0                       |                         |
| Junior totalt                 | Junior totalt                 | Junior totalt                 | 25      | 8                       | 8                       | 16                      | 28                      |                         |
| Senior totalt                 | Senior totalt                 | Senior totalt                 | 12      | 2                       | 2                       | 4                       | 6                       |                         |